# Ocystola
Ocystola är ett släkte av fjärilar. Ocystola ingår i familjen praktmalar, Oecophoridae.

## Bildgalleri

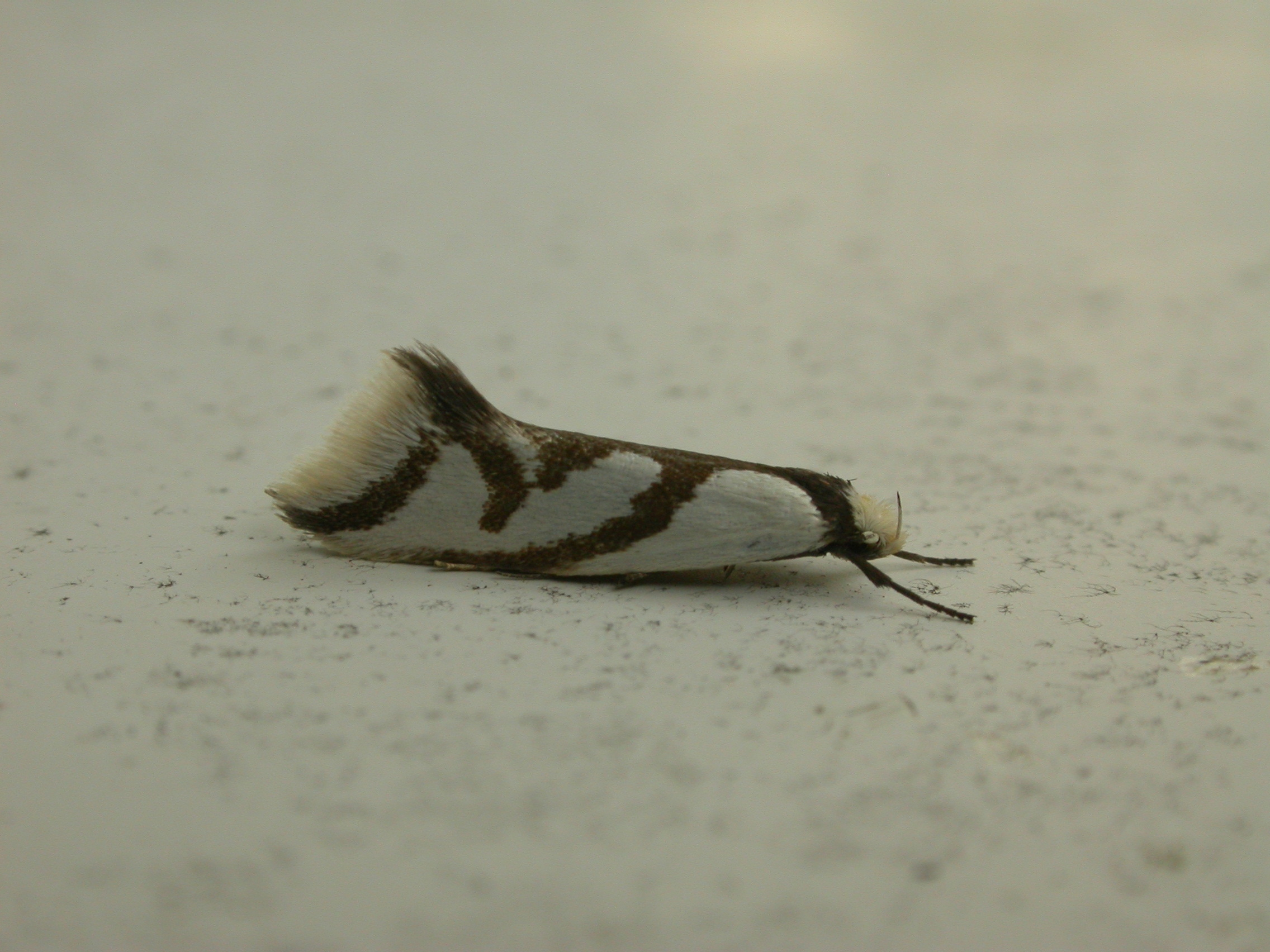
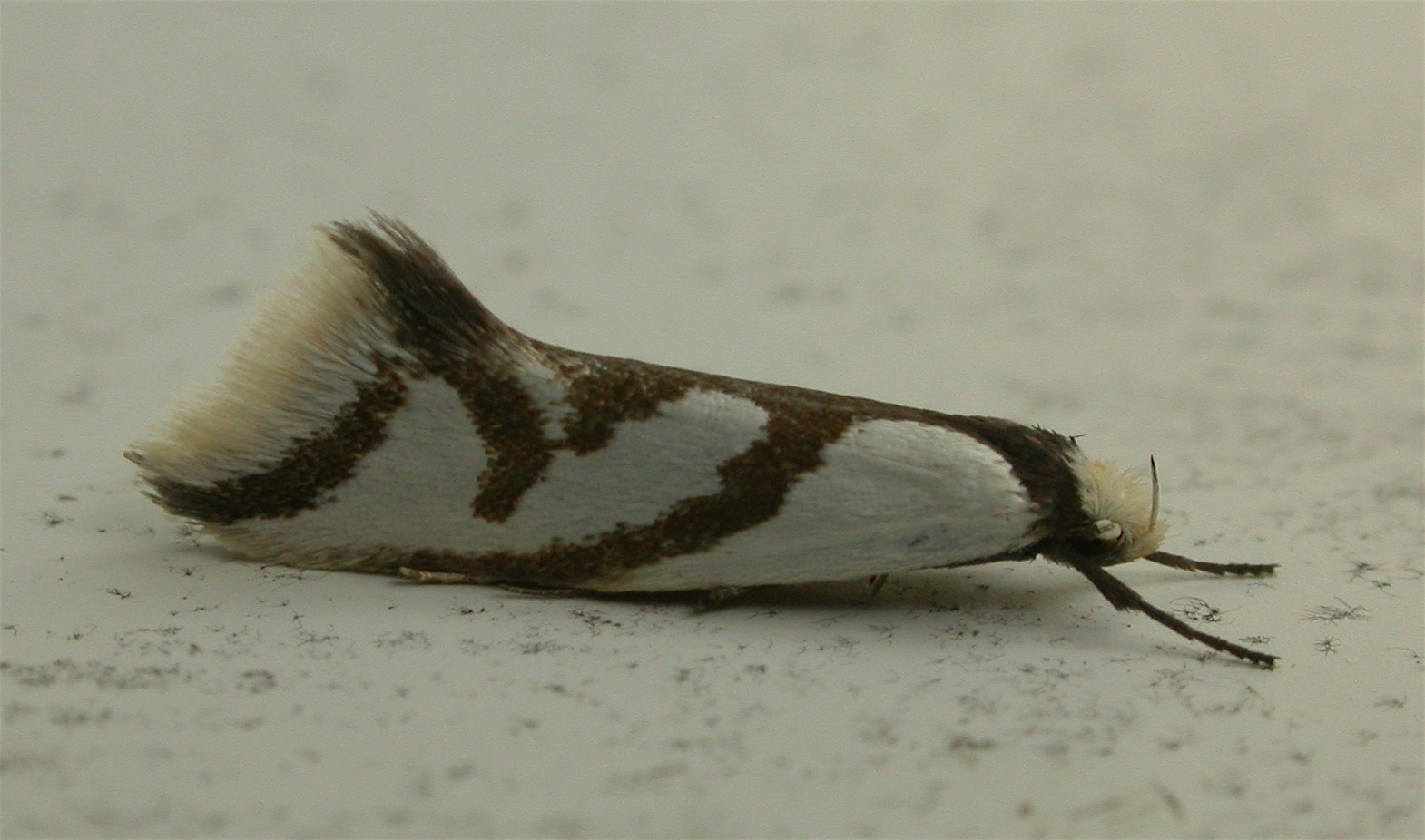

## Dottertaxa tillOcystola, i alfabetisk ordning[1]
- Ocystola abares
- Ocystola abductella
- Ocystola acatharta
- Ocystola amphidoxa
- Ocystola amylodes
- Ocystola apathodes
- Ocystola argophanes
- Ocystola asthenes
- Ocystola basicapna
- Ocystola callisticha
- Ocystola capnoessa
- Ocystola caseicolor
- Ocystola chalcophragma
- Ocystola chalicrata
- Ocystola chionea
- Ocystola chionoxantha
- Ocystola chrysocolla
- Ocystola clethrosema
- Ocystola crystallina
- Ocystola cyphomochla
- Ocystola delographa
- Ocystola diplosticta
- Ocystola episcota
- Ocystola euanthes
- Ocystola exquisita
- Ocystola fumosa
- Ocystola glycydora
- Ocystola hemidesma
- Ocystola hemimelas
- Ocystola heteropla
- Ocystola hololeuca
- Ocystola holonota
- Ocystola homoxantha
- Ocystola idiosticha
- Ocystola illuta
- Ocystola iochalca
- Ocystola ischnophara
- Ocystola leptobaphes
- Ocystola leptostola
- Ocystola leptotypa
- Ocystola leucoplaca
- Ocystola leucostemma
- Ocystola linoleuca
- Ocystola linopis
- Ocystola lithophanes
- Ocystola mesoxantha
- Ocystola metachalca
- Ocystola micropasta
- Ocystola microstigmata
- Ocystola misthota
- Ocystola monostropha
- Ocystola neurota
- Ocystola niphostephana
- Ocystola nivea
- Ocystola ochroptera
- Ocystola onecopasta
- Ocystola oridroma
- Ocystola oxytona
- Ocystola pachythrix
- Ocystola paralia
- Ocystola paulinella
- Ocystola perinyctis
- Ocystola placoxantha
- Ocystola polyphila
- Ocystola pyramis
- Ocystola pyrgophora
- Ocystola spathulata
- Ocystola stenopis
- Ocystola subflava
- Ocystola subtilis
- Ocystola suppressella
- Ocystola thoracta
- Ocystola torosema
- Ocystola trichoceros
- Ocystola trichophora
- Ocystola trilicella
- Ocystola tristicha
- Ocystola tyrianthina
- Ocystola unicolor
- Ocystola vanescens
- Ocystola vernalis
- Ocystola xanthopepla
- Ocystola xiphomorpha